# 马克斯·施蒂普尔
马克斯·施蒂普尔（德語：Max Stiepl，1914年3月23日—1992年8月27日），奥地利男子速度滑冰运动员。他曾代表奥地利参加1936年和1948年冬季奥林匹克运动会速度滑冰比赛，获得一枚铜牌。